# Список дворянских родов Волынской губернии
Список дворян Волынской губернии — официальное печатное издание Волынского дворянского депутатского собрания, которое наводит список дворянских фамилий и лиц, время причисления их к дворянству с указанием их предков. Эти данные наводятся на основании многотомной Родословной книги дворян Волынской губернии, которая велась предводителями дворянства по годам и алфавиту с 1785 года . Напечатано в г. Житомир Волынской губернской типографией в 1906 году с разрешения Волынского губернатора.

## Исторические условия создания Списка дворянВолынской губернии
К сожалению, никогда не существовало полного списка дворян Российской империи, хотя незадолго до революции и была учреждена Департаментом Герольдии Правительствующего сената так называемая Всероссийская дворянская родословная книга — для лиц, выслуживших дворянство, но по каким-либо причинам не причисленным к дворянству определённой губернии. Дело в том, что в начале XX в. дворянские собрания получили право отказывать в причислении к местному дворянству. Иногда при этом они руководствовались вероисповеданием данных лиц: без энтузиазма рассматривались, например, подобные ходатайства лиц иудейского вероисповедания. Впрочем, и лицу православному могло быть отказано в причислении к дворянству данной губернии. Так, например, Московское депутатское собрание отказало во внесении в местную родословную книгу князьям Гантимуровым, утвержденным Сенатом в достоинстве князей тунгусских, поскольку семья не имела в губернии недвижимой собственности.
Принадлежность к дворянству доказывалась в губернском дворянском собрании; с 1785 г., то есть со времени издания Императрицей Екатериной II «Жалованной грамоты дворянству», лица, признанные в дворянском достоинстве по происхождению или по личным заслугам, вносились в губернскую родословную книгу; из губернии дела о дворянстве поступали на утверждение в Герольдию Сената; туда же из губернских собраний ежегодно высылались списки лиц, причисленных к уже утвержденным в дворянстве родам. Происхождение из дворян определённой губернии фиксировалось и в послужных списках чиновников и военных, хотя часто указывалась не губерния, по которой числился их род, а губерния, в которой родились они сами

## Содержание Списка дворянВолынской губернии
Родословная книга разделяется на шесть частей. В первую часть вносились «роды дворянства жалованного или действительного»; во вторую часть — роды дворянства военного; в третью — роды дворянства, приобретенного на службе гражданской, а также получившие право потомственного дворянства по ордену; в четвертую — все иностранные роды; в пятую — титулованные роды; в шестую часть — «древние благородные дворянские роды».
В оглавлении наводится алфавитный список дворян, с указанием в какую часть данной книги внесён род и на какую страницу. В основном содержании наводятся номера указов Сената и определений Волынского дворянского депутатского собрания, указан год, месяц и число данных документов, по которым были внесены соответствующие дворяне в Список.
Алфавитный список дворян, внесённых в родословную книгу Волынской губернии:
Августиновичи, Аведики, Авринские, Агдиевские-Садло, Адамовичи, Акаевичи, Аксаны, Акцизы, Александровичи, Александровские, Аристовы, Александровы, Альбрех, Андреевы, Андржейковичи, Андро, Андрушевичи, Антоновичи, Антошевские, Аратовские, Аренсы, Архиповы, Арцишевские, Аршеневские, Афанасьевы.
Бабик-Стржелецкие, Бабинские, Багенские, Багинские, Багницкие, Багриновские, Баеры, Базылевские, Байковские, Баклановские, Балицкие, Балковские, Банковские, Баньковские, Баранецкие, Барановские, Баранские, Бардецкие, Бардовские, Бартницкие, Бартошевичи, Бартошинские, Барциковские, Барщевские, Барыцкие, Бафталоввские, Бачинские, Бачковские, Башоты, Башуцкие, Байзымы, Бейнеры, Бендзинские, Бентковские, Бергелевичи, Бергер, Береговичи, Бережецкие, Березовские, Берестовские, Буцень-Берлинские, Бернатовичи, Бернацкие, Берно, Билинские, Белянские, Биман, Бироны, Бискупские, Битнеры, Блажеевские, Блендовские, Близинские, Блиновские, Блонские, Бнинские, Бобовские, Бобр-Петровичкий, Богдановичи, Богдановы, Богданские, Богданы, Богдашевские, Богнеры, Богорайские, Богуславские, Богуцкие, Богушевские, Богуши, Боднаровские, Божидар-Подгороденские, Бокщанины, Боблбашевские, Балеславские, Болеховские, Болсуновские, Бондыни, Бонеры, Бонецкие, Бончковские, Бонякевичи, Борецкие, Борисовы, Борковские, Боровецкие, Боровские, Боруховские, Борщевы, Борышкевичи, Боские, Бочковские, Боярские, Брайчевские, Брезы, Бржезинксие, Бржезицкие, Бржеские, Бржозовские, Бржоские, Бржостовские, Бродецкие, Бродзкие, Бродницкие, Бродовичи, Бродовские, Бромирские, Бронецкие, Броницкие, Броницы, Брохоцкие, Брошковские, Брунеты, Брунст, Бугославские, Будзинские, Будкевичи, Будковские, Буджкевичи, Букар, Буковецкие, Буковские, Букоемские, Булаевские, Булахи, Булгаковы, Бурбы, Буржинские, Бурчак-Абрамовичи, Бурчемух-Каминские, Бутвилы, Бучинские, Бучковские, Бушневы, Бущинские, Буяльские, Быковские, Былины, Быстрые, Бычковские, Беленицыны, Белецкие, Белинские, Белицкие, Белоусовичи, Белькевичи, Бельские, Белявские, Беляевы, Беляки, Беляковские, Беневские, Беньковские, Бернацкие, Бечковские, Бюловы, Бялецкие, Бялобржеские, Бялокуры, Бялостоцкие, Бялоцкие, Бялошицкие.
Вадлевские, Вакулинские, Валевские, Валисгаузер, Валицкие, Вальдовские-Вагранек, Вальминские, Ваневичи, Ванькевичи, Варавские, Варденские, Василевские, Василенковы, Васильковские, Васинские, Васмунты, Васькевичи, Васьковские, Ваховские, Вейманы, Веледницкие, Велиобыцкие, Велиогорские, Вельгорские, Венгловские, Венгржиновские, Венгржецкие, Венжики, Верещинские, Вержбицкие, Вернеры, Верницкие, Верольские, Весельские, Веслевские, Весоловские, Вигуры, Видавские, Видишевы, Викшемские, Вильковские, Вильнер, Вильчинские, Винарские, Винницкие, Вислоцкие, Висниовские, Висневские, Витвицкие, Витковские, Витовские, Витошинские, Виттаны, Вицинские, Вишневские, Влодзимирские, Влодки, Водзинские, Водзицкие, Возняковские, Войде, Войнаровские, Войниловичи, Войновские, Войткевичи, Войтковские, Войтовичи, Войцицкие, Войцеховичи, Войцеховские, Войшицкие, Волинские, Волковинские, Волковы, Волконский князь, Волнянские, Волловичи, Володзьки, Володковичи, Володковские, Волосевичи, Волотовские, Волошиновские, Волошинские, Волощенко, Волынцевичи, Вольские, Вольфы, Волянские, Вонгродские, Вондаловские, Вонжи, Вонсовичи, Вонс-Вонсовичи, Вонтробки, Воронины, Вороничи, Воронковы, Ворцели, Вощины, Васютинские-Гулевичи, Воюцкие, Вояховские, Вржежевские, Вроблевские, Вродзинские, Вроньские, Врочинские, Вторжевские, Вурумзеры, Вчельки, Выбрановские, Выговские, Выговские-Ларионович, Выгорницкие, Выджги, Вылежинские, Выржиковские, Вырожембские, Высоцкие, Выштыцкие, Вышинские, Вышковские, Вышницкие, Вышомирские, Вышпольские, Вышпянские, Венцковские, Вержховецкие, Вержховские, Верцинские, Вершинксие, Ветвицкие, Ветржинские, Вечфинские, Вешеневские.
Гавковские, Гавронские, Гадзевичи, Гадзяцкие, Гадомские, Гадоны, Гаевские, Гайки, Галайковские, Галецкие, Галицкие, Галькевичи, Гамченко, Ганжулевичи, Ганушевичи, Ганские, Гардлинские, Гарлинские, Гарлицкие, Гассе (Гаас), Гатовские, Гачковские, Геевские-Лавдыковские, Гейбовичи, де-Генинг-Гейденрейхи, Гейнчи, Горжоды, Герке, Герковские, Германовичи, Германы, Гернички, Гибнеры, Гижицкие, Гилевичи, Гладковские, Глазеры, Гласко, Глембоцкие, Глебовичи-Полонские, Глинецкие, Глинские, Гнатовские, Гневковские, Годзембы, Годзишевские, Годлевские, Гойжевские, Голавские, Голембиовские, Голембские, Голецкие, Головинские, Голубецкие, Гонгалы, Гонсиоровские, Гораи, Гораины, Горбовские, Горецкие, Горжковские, Горлинские, Горловы, Гоновские, Городецкие, Городыские, Горох, Горские, Гослинские, Гостынские, Гофманы, Гощинские, Грабовские, Грановские, Грембецкие, Грецкие, Гречины, Гречинские, Гржегоржевские, Гринаковские, Гриневецкие, Гриневские, Гринфельды, Гринцевичи, Гродецкие, Гродзинские, Гродзкие, Гродковские, Грозы, Громадзкие, Громбчевские, Громовичи, Гроссы, Гротовские, Горт-де-Гротты, Грохольские, Грохольские графы, Грудзинские, Грузьдзи, Груи, Грушецкие, Грущевские, Грущинские,Грянистые графы Гулевичи, Гуляницкие, Гуминские, Гурко-Омелянские, Гурковские, Гуровские, Гурские, Гуссаровские, Гутовские, Гучинские, Гюгнен.
Давидовские, Давыдовские, Далькевичи, Даниловские, Данильченки, Дашкевичи, Дверницкие, Двораковские, Дворжецкие, Дегнер, Делистиановы, Дельпесы, Делямеры, Дембицкие, Дембовецкие, Дембовские, Денисовы, Дергиманы, Деревинские, Дешерты, Дешпот-Младановичи, Дзегциовские, Дзивиловичи, Дзиковские, Дзевульские, Дзенциоловские, Дэюбинские, Дзядовичи, Дэякевичи, Дзялынские, Дидковские, Дидковские-Засимовичи, Дидковские-Филоненко-Порохняч, Дидковские-Лазаренки, Дирины, Длужневские, Дмуховские, Добилевские, Добкевичи, Добрачинские, Добржанские, Добржинские, Добржицкие, Добржияловские, Добровольские-Поциск, Добровольские, Добророльские, Довгелы-Цырыны, Довгирды, Додаевские, Доковские, Долнеры, Доляновские, Доманевские, Доманские, Домарадзкие, Домбровские, Домбские, Домянковские, Дорожинские, Држевецкие, Дрикаловичи, Дровольские, Дрогоиовские, Дрогомирецкие, Дрожевские, Дроздовские, Дружбацкие, Дружиловские, Дубенецкие, Дубецкие, Дубинские, Дубиские, Дубицкие, Дубовецкие, Дубравские, Дубровлянские, Дудковские, Дунаевские, Дунины, Дунин-Борковские, Дунин-Вольские, Дунин-Карвицкие, Дунин-Сульгостовские, Дуньские, Душинские, Дыбовские, Дыбчинские, Дятеловичи.
Едлинские, Ежовские, Езерские, Еловицкие, Ельцы, Емельские, Ендржеевские, Ендржиовские, Еничи, Енткевичи, Ермолаевы, Ермоленко.
Жабокржицкие, Жаборовские, Жаковские, Жардецкие, Жарново де Жарновские, Жахановичи, Жваны, Жебровские, Желенские, Желязовские, Жеромские, Живоглядовы, Жидецкие, Жиромские, Житинские, Жлобницкие, Жмиевские, Жмиовские, Жолкевские, Жолондковские, Жолтовские, Жолцинские, де Жоржели, Жубры, Жуковичи, Жуковские, Жуковы, Жукотынские, Журавинские, Журавские, Жураковские.
Забавские, Заборовские, Заботины, Завадзкие, Завадовские, Завистовские, Завиши, Завойские, Загорские, Загурские, Зайончковские, Зайковские, Закаржинские, Закашевские, Заклицкие, Закржевские, Закусилы, Залевские, Замбржезинские-Залевские, Заленские, Залеские, Залуские, Заорские, Запольские, Зарембские, Зарембы, Заржуцкие, Заржицкие, Зарудские, Заруские, Засцинские, Захарьяшевичи, Зачки, Зборовские, Збержховские, Зволинские-Бедло, Зволинские, Звегенцевы, Звержеховские, Звержховские, Здан-Здановичи, Зейдлеры, Зеленевские, Земборские, Земеницкие, Земли, Зенфтлебены, Зиолковские, Злотковские, Злотолинские, Змигродские, Знамеровские, Зубковичи, Зублевичи-Зублевские, Зелинские, Зелионки, Зембицкие, Земянские, Зеневичи.
Иваницкие, Ивановские, Ивановы, Иванюковы, Ивашкевичи, Иващенко, Игнатовичи, Игнатовичи-Завелейские, Ижиццкие, Избицкие, Издебские, Илинские, Илинские графы, Илькевичи, Ильницкие, Ильяшенко, Ипогорские-Ленкевичи, Исаковы, Искржицкие, Исуповы.
Кавецкие, Кадлубиские, Казимирские, Казины, Казловичи, Кайсеры, Кайстры, Каленские, Калечицкие, Калиновские, Калинские, Калитовичи, Ккаменецкие, Каменогурские, Каменские, Каменские-Жиллок, Каминские, Каминьские, каневские, Канегисер, Каниовские, Канцеровы, Каньские, Каплинские, Карачевские-Волк, Карванские, Карвовские, Кардасевичи, Кардашевские, Кардиналовские, Карнаковские, Карнеры, Карпенки, Карпинские, Карповичи, Карташевские, Карчевские, Карышковские, Касаткины, Касперские, Качинские, Качковские, Кашевские, Кашовские, Квасневские, Квасницкие, Квятковские, Келкевичи, Кемпинские, Кемпские, Кендржицкие, Кентржинские, Кизиковские, Килярские, Киркоры, Кисели, Кич, Киевские, Клейны, Клембовские, Клехниовские, Клечинские, Кличковские, Клингенберг, Кличевские, Клишевичи, Клобуовские, Клоповы, Клосовичи, Клубуковские, Кнолли, Кнотте, Королевичи-Колодченки-Кобылинские, Кобылинские, Кобылянские, Кобыляцкие, Ковалевские, Ковальские, Ковнацкие, Кожуховские, Козакевичи, Козаковские, Козаревичи, Козачинские, Козельские, Козерадские, Козики, Козинские, Козицкие, Козловичи, Козловские, Козловы, Козубовские, Козырские, Козьминские, Колосовские, Колышки, Коляновские, Комарницкие, Комодзинские, Коморовские, Компанские, Конаржевские, Конашевские, Кондрацкие, Конковские, Конопацкие, Конопельские, Конопницкие, Кончевские, Кончаковские, Копанские, Копровские, Корбуты, Корвин-Поплавские, Корженевские, Корженевские-Борщ, Коржениовские, Корзуны, Корицкие, Корнатовские, Корничи, Королевы, Короленко, Корчевские, Корызны, Корытинские, Корыцкие, Коряковы, Косаковские, Косацкие, Косевичи, Коссаржевские, Коссовичи, Коссовские, Костенецкие, Костенко, Котецкие, Косткевичи, Костржицкие, Костюшкевичи, Костюшко, Косцельские, Котвицкие, Котковские, Котлевичи, Котовские, Кохановские, Кохи, Кохлеры, Коцинские, Кочаровские, Краевские, Красинские, Красицкие графы, Краснопольские, Красовские, Красуские, Крашевские, Крепиши, Креповичи, Кретовичи, Кретчмеры, Креховецкие, Крживицкие, Кржижановские, Кржищевские, Крипские, Кропивницкие, Кросницкие, Кроткевичи, Круковские, Крупские, Кручковские, Крушевские, Крушинские, Крущинские, Крыницкие, Кувичинские, Кудельские, Кулаковские, Кулеши, Куликовские, фон-Кульманы, Кульчицкие, Кунаты, Куницкие, Курашевичи, Курдвановские, Куриленковы, Куровицкие (Коровицкие), Куровские, Курьятовичи-Курцевичи, Кустовские, Кутовинские, Кухарские, Куцевичи, Куцицкие, Кучальские, Кучевские, Кучинские, Кучковские, Кучминские, Кушевские, Кушелевские, Кейсы-Бяловейские, Кельчевские.
Лабендзкие, Лабиш, Лабузинские, Лаговские, Ладзинские, Ладо, Лазнинские, Ландсберги, Лапинские, Лапчинские, Латинские, Латманизовы, Лашевские, Лебедевы, Лебедовичи, Лебли, Левандовские, фон-Левин, Левицкие, Леварт-Левинские, Левковичи, Левковские, Ледоховские, Лелиовские, Леневичи, Ленчевские, Ленчицка, Ленчовские, Лепковские, Леркамы, Лернет, Лесниовские, Лехи, Лешевичи, Лешинские, Лещинские, Лесецкие, Леснобродзкие, Либеки, Линевские, Липинские, Липницкие, Липские, Липянские, Лисецкие, Лисицкие, Лисковацкие, Лисовские, Листопацкие, Литвиновичи, Литвинские, Литинские, Лихтанские, Лицкие, Ладо-Лобаржевские, Лобачевские, Ловенецкие, Ловецкие, Ловинские, Логвиновы, Лозинские, Лончинские, Лопушанские, Лоси, Лотоцкие, Лоховские, Лукашевичи, лукичи, Луковские, Лукомские, Лукьяновы, Лучинские, Лучицкие, Лычковские, Лышковские, Любанские, Любенецкие, Любецкие, Любинские, Любомирские князья, Лютостанские, Ляйманы, Лянгерты, Ляндебургские, Лясковские, Лясоты, Лясоцкие, Лятальские, Лятур, Ляховские, Лященко.
Магеровские, Мадейские, Маевские, Мазевские, Мазуркевичи, Макаревичи, Макаровичи, Маковские, Максимовичи, Малаховские, Малевичи, Малецкие, Малиновские, Малинские, Малицкие, Малишевские, Малишкевичи, Малынские, Малышицкие, Мальские, Мальчевские, Малюжковичи, Маньковские, Манькевичи, Марковские, Мартинюк, Мартыновские, Марцинкевичи, Марцинковские, Марциновичи, Маршицкие, Марьянские, Масловские, Массальские, Мастицкие, Масютины, Матушевичи, Матушевские, Матызы, Маухсы, Махницкие, Махцинские, Махчинские, Мацевичи, Мациорковские, Мацкевичи, Мацкие, Мацеиовские, Машковские, Мевес, Медведовские, Медецкие, Медзведские, Медины, Медынские, Меер, де-Мезер, Меленевские, Мельвинские, Менжинские, Менчинские, Мержвинские, Мержеевские, Мерзловы, Метельские, Мечниковские, Миколаевские, Микошевские, Микуличи, Микуловские, Микульские, Милаковские, Милашевские, Милевские, Милиовичи, Миллеры, Милковские, Милошенские, Мильчевские, Милятицкие, Миляновские, Минаковские, Минькевичи, Миньковские, Мирлини, Мироновичи, Мирские, Мисевичи, Мисюны, Мисюревичи, Митрашевские, Михалевичи, Михалевские, Михаловичи, Михаловские, Михеевы, Мицевские, Мицинские, Мищенко, Миодушевские, Миончинские, Миончинские графы, Мияковские, Млодецкие, Млодзиовские, Млодзяновские, Могильницкие, Модзелевские, Модзелиовские, Можай-Можаровские, Можайские-Можаровские, Мойсеенко, Моклаки, Молдавские, Молчановы, Мольские, Монкевичи, Моравец, Моравские, Морачинские, Моргульцы, Морозовы, Москалевы, Моссаковские, Мохельские, Мохлинские, Мочульские, Мошинские, Мошонкины, Мощенские, Мровчинские, Мрозовские, Муравицкие, Мшанские, Мыслинские, Мысловские, Мыцельские, Мышковские, Менские, Мешковские, Мяновские, Мясковские, Муравские.
Нагорничевские, Нагродские, Нагурные, Назимовы, Найковские, Напиорковские, Нарольские, Нарбут-Тышецкие, Нартовские, Нартовы, Насиловске, Насинские, Насеровские, Небыловские, Невмержицкие, Невянгловские, Невяровские, Негардовские, Негребецкие, Недвецкие, Недзведские, Недзвецкие, Недзельские, Недзялковские, Нейманы, Некраши, Нелиповичи, де-Нельсоны, Немержицкие, Немировские, Ненадкевичи, Непокойчицкие-Пацей, Нестроемские, Нестроевы, Нецевичи, Нечаевские, Нирод граф, Нитовские, Новаковские, Новицкие, Нововейские, Новодворские, Новосельские, Новошицкие, Ноздрин-Плотницкие, Носальские, Нуровские, Ныко, Нецецкие.
Оберманы, Обертынские, Обидзинские, Обедзинские, Обниские, Оборские, Обух-Вощатинские, Овсяные, Ограны, Огродзинские, Одынецкие, Окольские, Окрашевские, Окринские, Окулы, Олениковы-Романовские, Олехновичи-Микульские, Олеховские, Олизары, Ольховичи, Ольшамовские, Ольшанские, Ольшевские, Омелянские, Оменцинские, Опатовичи, Опацике, Опенховские, Опольские, Опоцкие, Опочинские, Орановские, Оранские, Орачевские, Ордовские, Оржеховские, Орлицкие, Орловские, Орловы, Осинские, Оскерко, Осмольские, Осмульские, Осовские, Оссовские, Осовецкие, Оссолинские, Осташевские, Осткевичи-Рудницкие, Остржинские, Остриковские, Островские, Осецкие, Отто, Отфиновские, Охицинские, Охмановичи, Охманы, Очеповские.
Павликовские, Павловские, Павские, Павши, Палуские, Паневские, Пантусы, Панфиловичи, Панфиловы, Панькевичи, Папинские, Папроцкие, Парадовские, Парковы, Парневские, Паруцкие, Пасальские, Паславские, Пацевичи, Пачоские, Пашинские, Пашковские, Пашуты, Пелецкие, Пелчевские, Пелчинские, Пенские, Петковские, Пеньковские, Перегуды, Перекладовские, Перетятковичи, Перминовы, Перро, Петликопские, Петрашкевичи, Петриковские, Петровские, Петринские, Петронговские, Петрушевские, Пешинские, Пиотковские, Пионтковские, Пиорун-Пиорунские, Пиотрашевские, Пиотровские, Пивницкие, Пивоцкие, Пикулинские, Пилецкие, Пилявские, Пининские, Пинеловичи, Писанчкие, Писарские, Пичманы, Плавские, Плазовские, Плахцинские, Плисовы, Плионсковские, Плотницкие, Плоцкие, Плужанские, Плятзеры, Повальские, Погойские, Погоновские, Погоржельские, Подаревские, Подзинские, Подгаецкие, Подгорецкие, Подгородецкие, Подгурские, Подкаменские, Подольские, Подсенковские, Подчаские,Положевцы Позиомские, Познанские, Позовские, Покрживницкие, Поликовские, Полли, Полубинские, Полунины, Полховские, Полькевичи, Поляновские, Полянские, Поморжанские, Поморские, Понинские, Попели, Поплавские, Порембские, Поржицкие, Порчинские, Поструцкие, Потоцкие, Потоцкие графы, Потриковские, Почентовские, Пошевни, Правосудовичи, Прессары, Пржевальские, Пржедборские, Пржесланские, Пржесмыцкие, Пржетоцкие, Пржецлавские, Пржиборовские, Пржибыславские, Пржибышевские, Пржигодзкие, Пржисецкие, Пржишиховские, Провансы, Проминьские, Проневичи, Проскураковы, Просовские, Проховские, Прошковские, Прусиновские, Прушаки-Беневские, Прушинские, Пустовойтовы, Пухальские, Пухины, Пухтаевичи, Пуцяты, Пучковские, Пучневские, Пегловские, Пегоф, Пекарские, Пелешевские, Пенионжки, Пенькевичи, Пеньковские, Перожинские, Петницкие, Пясецкие, Пясковские, Пящинские.
фон-Раабен, Рабчевские, Раввы, Равичи, Радецкие, Радзивиллы князья, Радзиковские, Радзиминские, Радзишевские, Радзиовские, Радзеоновские, Радлинские, Радловские, Радовицкие, Радуские, Радынские, Раевские, Райковские, Райские, Раковские, Ракусы, Рапштынские, Рафаловичи, Ратиборинские, Рациборские, Рачевские, Рачинские, Рачковские, Рашки, Реминские, Ретунские, Рещинские, Ржевуские, Ржепецкие, Ржепко-Лаские, Ржешовские, Ржещевские, Ржондковские, Римские-Корсаковы, Ровинские, Рогаля-Качуры, Рогге, Роговские, Рогозинские, Рогуские, Родзевичи, Роевские, Рожаковские, Рожановичи, Рожанские, Рожинские, Рожицкие, Рожновские, Рожнятовские, Розбицкие, де-Розенталь, Рокоссовские, Романовичи, Романовские, Романьские, Ромашевские, Роникеры графы, Росинские, Росаловские, Росоловские, Россовецкие, Ростоцкие, Ротариуши, Ротермунды, Рофальсккие, Роше, Рошковские, Рощковские, Рудаковы, Рудзинские, Рудзкие, Рудницкие, Ружицкие, Рузские, Рупневские, фон-Рюль, Русановы, Русецкие, Рутковские, Руцинские, Ручинские, Рушковские, Рущицы, Редчицы, Рыбинские, Рыбицкие, Рыбчинские, Рыгельские, Рыкальские, Рыкачевские, Рыковские, Рыльке, Рытаровские, Рыхальские, Рыхлинские, Рычковские, Рышковы, Рычивольские.
Сабатины, Саваровские, Савицкие, Садовские, Саковичи, Салисы, Сальницкие, Салецкие, Самборские, Самойловичи, Самоцветовы, Сангушко-Любартовичи князья, Саноцкие, Сарнацкие, Сарневские, Сарновские, Сасиновские, Сахновские, Сахнюки, Сведерские, Свидерские, Свидзинские, Свижовские, Свейковские, Свейтоянские, Свенторжицкие, Свентославские, Свенцицкие, Свенцкие, Сверчинские, Светковские, свешниковы, Святополк-Четвертинские князья, Сейруки, Сейдали, Селецкие, Семеновы, Семигановские, Семонитковские, Сенькевичи, Сербиновичи, Сербиновы, Серватовские, Сервинские, Сервироги, Сердаковские, Сержпутовские, Сивицкие, Сидоренко, Сидоровичи, Сикорские, Синькевичи, Сипайлы, Ситниковы, Скальмировские, Скальские, Скарбек-Левиковские, Скаржевские, Скаршевские, Скварецкие, Скибицкие, Скибиневские, Скоковские, Скорковские, Скорупские, Скотницкие, Скраги, Скаинские, Скржинецкие, Скржинские, Скржипковские, Скрутковские, Скульские, Скуржинские, Славенцкие, Славинские, Славеки, Славошевские, Сливинские, Сливовские, Слободынские, Словацкие, Словиковские, Словинские, Слоневские, Служевские, Слежинские, Сляские, Смержинские, Смирновы, Смоленские, Смородзкие, Сморчевские, Смотрицкие, Смульские, Снессоровы, Снежко-Блоцкие, Снеховские, Собецкие, Собкевичи, Собек-Собкевичи, Соболевские, Соботкевичи, Соботовичи, Стадло-Собещанские, Собещанские, Совинские, Соколовские, Сокольницкие, Сокол-Шагины, Сокульские, Солецкие, Соллогубы, Сольские, Сорочинские, Сосновские, Соханские, Сочинские, Спасовские, Спекторские, Спендовские, Сперанские, Сржедзинские, Ставинские, Ставицкие, Станевские, Станишевские, Станкевичи, Становские, Станьковские, Старжинские, Старошкевичи, Старчевские, Стасевичи, Статкевичи, Стаховские, Стахорские, Стахурские, Сташевские, Сташкевичи, Стебельские, Стебницкие, Стемпковские, Стемковские, Стемплиовские, Стемповские, Степновские, Стефановичи, Стефановские, Стефанские, Стецкие, Стобницкие, Стоковские, Стомпелевы, Стояновские, Страусы, Страшевские, Стржалковские, Стржелецкие, Стройжевские, Стройновские, Струменские, Струпчевские, Струтинские, Студзинские, Стуцкие, Стыпулковские, Стычинские, Судимонтовичи-Чечели, Судники, Судольские, Сулимовские, Сумовские, Сундстремы, Супиковы, Сурины, Суские, Сухомлиновы, Сухорские, Сучковы, Сущевские, Схабицкие, Сциевские, Сымоны, Сынгаевские, Сырокамские, Седлецкие, Секержинские, Семашко, Сенинские, Сеницкие, Сенькевичи, Сераковские, Серачинские, Сероцинские, Сешицкие.
Таборовские, Тальки, Таньковские, Тараевичи, Тарановские, Таранухины, Тарковские, Тарнавские, Тарногродские, Тарногурские, Тарчевские, Таршенские, Татомировы, Таши, Твардовские, Тележинские, Теневич-Корнелиовские, Теодоровичи, Тепляковы, Тереховичи, Терещенко, Терлецкие, Тесельские, Тестории, Тимофеевичи, Титаренки, Тихомировы, Токаржевские-Карашевичи, Токарские, Толпишкевичи, Томашевичи, Томашевские, Томковичи, Томчаковские, Тоншевские, Топачевские, Топольницкие, Трачевские, Трейчки, Трелевские, Трембецкие, Трембицкие, Третеры, Третяковы, Тржасковские, Тржебинские, Тржемеские, Тржесниовские, Тржетржевинские, Тржецяки, Тржецякорские, Тржешевские, Тржцинские, Трипольские, Троцкие, Трояновские, Троян-Незабитовские, Трусковские, Трушковские, Туриновские, Туркевичи, Туркулы, Турноа, Туровицкие, Туровичи, Туровские, Турские, Турчинские, Туцевичи, Тучапские, Тушинские, Тушовские, Тхоржевские, Тыминские, Тыхальские, Тычины, Тышевичи, Тышецкие, Тышкевичи, Тышкевичи-Огий, Тюменевы.
Уваровы, Уловичи, Уляницкие, Уляшинские, Урбанович-Пилецкие, Урбановские, Урбанские, Урсын-Немцевич, Усиковы, Усовы, Утеуши, Уфнаровские, Ухацевичи.
Фабрици, Фалинские, Фалишевские, Фальковские, Фафиус, Фашовичи, Фащевские, Федоровичи-Долло, Федоровичи, Федоровы, Фелинские, Фелиборны, Филимовичи, Филиповичи, Филиповские, Фишеры, Филевские, Фиялковские, Фольквейны, Фонтани, Форкевичи, Фотовичи, Франковские, Фрейбергеры, Фрич, Фультановичи, Фурсевичи.
Ханцкие, Хамцы, Харжевские, Харковские, Хвалковские, Хелмовские, Хенцинские, Хибинские, Хилевские, Хилинские, Хилярские, Хлопицкие, Хлебовские, Хмелиовские, Хобржинские, Ходаковские, Ходаковские-Малькевичи, Ходасевичи, Ходецкие, Ходкевичи, Ходковские, Ходоровские, Ходорские, Хоевские, Холоневские графы, Хоментовские, Хомицкие, Хондзинские, Хонские, Хотовицкие, Хоцяновские, Храневичи, Хржановские, Хржонщевские, Хросцевичи, Хурамовичи.
Цаль-Цалки, Цвиклинские, Цедровские, Целермант, Цетнеровские, Цецыниовские, Ципановские, Циховские, Цихонские, Цихоцкие, Цишевские, Циолковские, Цыбульские, Цылиакусы, Цымбалисты, Цельские, Цехановские, Цешковские.
Чабовские, Чайковские, Чаплинские, Чаплицкие, Чапские, Чарковские, Чарнецкие, Чарнко, Чарновские, Чарнлуские, Чахурские, Чацкие, Чацкие графы, Чачковские, Чвалинские, Секановские, Чемировские, Чепелиовские, Червинские, Червяковские, Чекавские, Черминские, Черневские, Черниховские, Чернявские, Черняки, Черняховичи, Чертовы, Чечицкие, Чеховские, Чешейко-Сохацкие, Чигирины, Чижевские, Чосновские, Чубинские.
Шаблиовские, Шадокерские, Шандурские, Шандыровецкие, Шаржинские, Шатковские, Шатржицкие, Шауло Шаулинские, Шафировские, Шафнагели, Шашкевичи, Шеглиовские, Шейдты, Шелевицкие, Шемановские, Шеметы, Шемиоты, Шепетовские, Шептыцкие, Шерстет, Шеттеры, Шиговские, Шидловские, Шиманские, Шимборские, Шимковичи-Шклинские, Шинявские, Ширмы, Шихевичи, Шичевские, Шишковские, Шкленники, Шмигельские, Шмидты, Шмит-де-Берг, Шодуары бароны, Шоманские, Шостаковские, Шпалинские, Шпеты, Шпигановичи, Шпилевские, штегеры, Штейнеры, Штейны, Штокайло-Кульчицкие, Штурм, Шукайло-Васютинские, Шульцы, Шуляковские, Шуминские, Шумовские, Шумские, Шурыгины, Шушковские.
Щавинские, Щастные, Щепановские-Домбровичи, Щепанские, Щепаньские, Щепковские, Щербаки, Щербинские, Щешинские, Щуки, Щуровские.
Эйсимонт, Эйсмонты, Экслеры, Эммауские, Эфтимовичи.
Юдыцкие, Юзвикевичи, Юковские, Юневичи, Юргелевичи, Юрецкие, Юрковские, Юрьевичи, Юстыцкие, Юсцинские, Ющкевичи, Ющинские.
Яблоновские князья, Яблоновские, Яблонские, Яворовские, Яворские, Ягановы, Ягеловичи, Ягодзинские, Яйковские, Якимовичи, Яксинские, Якубовичи, Якубовские, Якубские, Якуновские, Ямонты, Янаковские, Яневские-Яневичи, Яницкие, Янишевские, Янкевичи, Янковские, Яновские, Яновы, Янушевичи, Янушкевичи, Янчарские, Яргоцкие, Яржембковские, Яржомбковские, Ярковские, Ярославские, Ярошинские, Яры, Ясенские, Ясеньские, Ясинские, Ясногурские, Ястржембские, Яськевичи, Яхимовичи, Яхимовские, Яхневичи, Яцковские, Яцкевичи, Яцуны, Ящевские, Ящинские.
Источник: Список дворян Волынской губернии. Волынская губернская типография. Житомир., 1906 год
Другие источники по дворянству Волынской губернии:
- Список землевладельцев и арендаторов Волынской губернии, во владении коих находится не менее 50 десятин земли. Житомир, 1913.
- Pułaski K. Kronika polskich rodów szlacheckich Podola, Wołynia i Ukrainy. Warszawa, 1991. T.1-2.
- Herbarz Wołyński — opracowanie: Towarzystwo «Pro Archivo», Kraków.